# Szereg Gregory’ego
Szereg Gregory’ego – rozwinięcie funkcji arcus tangens w szereg Taylora. Szereg Gregory’ego został odkryty w 1668 roku przez Jamesa Gregory’ego oraz kilka lat później niezależnie przez Gottfrieda Leibniza. Przypadek {\displaystyle x=1} jest wzorem Leibniza na obliczanie liczby {\displaystyle \pi }.

## Szereg
Szereg wygląda następująco
{\displaystyle \int _{0}^{x}\,{\frac {du}{1+u^{2}}}=\operatorname {arctg} x=x-{\frac {x^{3}}{3}}+{\frac {x^{5}}{5}}-{\frac {x^{7}}{7}}+\ldots }
Szereg podobny jest do rozwinięcia w szereg Taylora funkcji sinus, który w mianownikach, zamiast kolejnych liczb nieparzystych, ma silnie kolejnych liczb nieparzystych, zob. wzór Taylora.

## Historia
Najwcześniejszą osobą, której można z całą pewnością przypisać znajomość szeregu, jest Madhava z Sangamagramy (ok. 1340 – ok. 1425). Pierwotna wzmianka (jak w przypadku większości prac Madhavy) zaginęła, ale kilku jego następców z założonej przez niego szkoły astronomii i matematyki w Kerali przypisuje mu to odkrycie. Konkretne wzmianki o szeregu znajdują się w dziele Tantrasangraha Nilakantha Somayaji (ok. 1500), traktacie Yuktibhāṣā Jyeṣṭhadevy (ok. 1530) oraz komentarzu Yukti-dipika autorstwa Sankary Variyara, gdzie podano go w wersetach 2.206–2.209.
Odkrycie szeregu jest przypisywane Gregory’emu na podstawie dwóch publikacji z 1668 r.: Geometriae pars universalis (Powszechna część geometrii), Exercitationes geometrica (Ćwiczenia geometryczne).